# ライリー・マッグリー
ライリー・パトリック・マッグリー（Riley Patrick McGree、1998年11月2日 - ）は、オーストラリア・南オーストラリア州ゴーラー出身のプロサッカー選手。EFLチャンピオンシップ・ミドルズブラ所属。オーストラリア代表。ポジションはMF。

## 経歴

### クラブ
アデレード・ユナイテッドの下部組織出身で、2016年3月にAリーグデビューを果たした。2017年1月のウェリントン・フェニックス戦でプロ初ゴールを決めた。
2017年7月、ベルギーのクラブ・ブルッヘに移籍。しかし出番を得られず、期限付き移籍でオーストリアに帰国したのち、2019年7月に古巣アデレード・ユナイテッドに完全移籍した。
2020年10月5日、メジャーリーグサッカーのシャーロットFCに移籍し、直後にEFLチャンピオンシップのバーミンガム・シティに期限付き移籍。
2022年1月14日、ミドルズブラへ完全移籍。

### 代表
2013年8月にミャンマーで開催されたAFF U-16ユース選手権でU-17オーストラリア代表に招集された。同大会ではグループステージのU-17ブルネイ代表戦でハットトリックを達成した。
2017年3月、2018 FIFAワールドカップ・アジア予選のイラク代表戦とUAE代表戦で初めてフル代表チームに招集された。
2019年11月、マッグリーを含む4選手が女性を暴行したとしてU-23オーストラリア代表チームから追放された。この処分のため、2020年のAFC U-23選手権に出場することは禁じられた。
2021年6月3日、2022 FIFAワールドカップ・アジア予選のクウェート代表戦で代表初出場。

## 代表歴

### 出場大会
- オーストラリア代表
  - 2022 FIFAワールドカップ

### 試合数
- 国際Aマッチ 18試合 1得点（2021年-）[14]

| オーストラリア代表 | 国際Aマッチ | 国際Aマッチ |
| 年                 | 出場        | 得点        |
| ------------------ | ----------- | ----------- |
| 2021               | 7           | 0           |
| 2022               | 8           | 0           |
| 2023               | 3           | 1           |
| 2024               |             |             |
| 通算               | 18          | 1           |

## タイトル

### クラブ
アデレード・ユナイテッド
- Aリーグ: 2015–16
- FFAカップ: 2019
- NPLステートリーグ1: 2015

### 個人
- Aリーグ年間最優秀若手選手賞: 2020
- Aリーグ年間ベストイレブン (2): 2016-17, 2019-20